# 足神神社
足神神社（あしがみじんじゃ）は、静岡県浜松市天竜区水窪町奥領家に鎮座する神社である。珍しい「足の神様」として知られ、無病息災、健脚祈願のため全国各地からの参拝者がある。

## 辰次郎畑義入道
1084年（応徳1年）、信州諏訪大社社家守屋一族の守屋辰次郎畑義入道が、諏訪大明神の御幣を背負って、数人の家臣とともに当地を訪れ開墾し、永住の地と定めた。開拓後年月が過ぎ、三代目のときに池島に居を移し、この地域一帯の親方となる。当社の所在地「辰ノ戸（たつんど）」は初代辰次郎畑義入道を「辰殿」と呼んでいたことが由来している。

## 縁起
鎌倉時代（1250年代）、この地を訪れた一人の旅僧が高熱で重体に陥ったとき、五代目守屋辰次郎が手厚く看病し、僧は数日後に全快した。この旅僧は、実は執権 北条時頼公であった。時頼公は書状に「辰次郎こそ医術に優れ、仁徳、人望厚き無類の名庄屋である。高齢のため万一何かあれば、ゆかりの地にその徳を讃えて霊神として末永く祀るべし。」と記した。辰次郎亡き後、人々は「足神霊神」として祀った。これが足神神社の始まりといわれる。

## アクセス
JR「水窪駅」下車、対岸の水窪ふれあいバス(要予約)｢小畑｣停より乗車し「池島」にて下車、徒歩約40分